# 정유산
정유산(鄭惟産, ? ~ 1091년)은 고려의 문신이다. 본관은 해주(海州)이다.

## 생애
1062년(문종 16) 중서사인(中書舍人)으로 국자감시(國子監試)를 관장할 때 시험 답안지를 봉미(封彌)하는 법을 시행하자고 요청하여 처음으로 시작되었다.
1069년(문종 23) 5월 상서좌승 우간의대부(尙書左丞右諫議大夫)를 거쳐 7월 서북면추동번병마부사(西北面秋冬番兵馬副使)가 되었다.
1071년 한림학사가 되고, 1072년 지서북면추동번병마사(知西北面秋冬番兵馬使)가 되었다.
1073년 2월 섭형부상서(攝刑部尙書)를 거쳐 12월 예부상서가 되었다.
1074년 4월 지공거(知貢擧)로서 윤관(尹瓘) 등을 선발하였다. 1075년(문종 29) 참지정사 감수국사(參知政事監修國史)가 되고, 이어 이부상서가 되었다.
1077년 판상서예부사(判尙書禮部事)를 거쳐 문하시랑평장사(門下侍郞平章事)에 이르렀다. 시호는 정순(貞順)이다.